# Ячмень (село)
Ячме́нь — село в Пучежском районе Ивановской области. Входит в состав Илья-Высоковского сельского поселения.

## География

### Расстояние до

#### Центров
- районного (Пучеж) — 8 км,
- областного (Иваново) — 132 км.

Село расположено в восточной части Ивановской области, в зоне хвойно-широколиственных лесов, вблизи места впадения реки Ячменки в Горьковское водохранилище, на юго-западной окраине д. Большое Село, на расстоянии примерно 5 километров (по прямой) к юго-юго-западу от города Пучежа, административного центра района.

## История
В селе было 2 каменные церкви: холодная с колокольней, построенная в 1800 году, и теплая, построенная 1808 году на средства прихожан. В холодном храме было 3 престола, главный в честь Николая Чудотворца, в теплом храме также 3 престола, главный в честь святого Иоанна Предтечи.
В XIX — первой четверти XX века село входило в состав Кандауровской волости Юрьевецкого уезда Костромской губернии, с 1918 года — Иваново-Вознесенской губернии.
Ячменская церковно-приходская школа основана в 1885 году.
С 1935 года село входило в состав Хмелеватовского сельсовета Пучежского района Ивановской области, с 1954 года — в составе Дубновского сельсовета, с 2005 года — в составе Илья-Высоковского сельского поселения. 

## Население
| 1872 | 1897 | 1907 | 2002 | 2010 |
| ---- | ---- | ---- | ---- | ---- |
| 36   | ↗38  | ↘19  | ↘7   | ↘0   |

## Транспорт
Осуществляется регулярное автобусное сообщение с центром района — городом Пучеж (автобусы Пучеж — Большое Село). Перевозки производятся МУП «Трансремсервис». C автостанции г. Пучеж можно доехать до других населенных пунктов пригородного или междугороднего сообщения (Москва, Иваново, Кинешма, Нижний Новгород).